# جاناتان ریواس
جاناتان ریواس (انگلیسی: Jonathan Rivas؛ زادهٔ ۲۵ ژانویهٔ ۱۹۹۲) بازیکن فوتبال اهل فرانسه است.
از باشگاه‌هایی که در آن بازی کرده‌است می‌توان به باشگاه فوتبال کلرمون فوت اشاره کرد.